# Kościół św. Anny w Wilnie
Kościół św. Anny w Wilnie − kościół usytuowany w stolicy Litwy (Wilnie), przy ulicy Maironio (dawniej św. Anny) 8, tuż przy brzegu rzeki Wilejki. Wybudowany w stylu późnego gotyku gdańskiego.
Powstał na przełomie XV i XVI wieku, z fundacji wielkiego księcia litewskiego i późniejszego króla polskiego Aleksandra Jagiellończyka, jako kaplica św. Anny przy znajdującym się na tyłach zespole klasztornym bernardynów. Architektem był najpewniej budowniczy miejski z Gdańska, Michał Enkinger, przysłany tu przez radę miejską Gdańska na prośbę króla. Po pożarze w roku 1563 odbudowano zwalone sklepienia, a w 1581 roku świątynia została wyświęcona w obecności biskupa krakowskiego i wileńskiego Jerzego Radziwiłła i późniejszego arcybiskupa lwowskiego Jana Solikowskiego. W 1747 roku Jan Krzysztof Glaubitz wzniósł w kościele trzy nowe ołtarze. Świątynia remontowana była jeszcze kilkakrotnie; gruntownie w latach 1900-1904 (po kolejnym pożarze) pod kierunkiem Józefa Piusa Dziekońskiego i Sławomira Odrzywolskiego.
Według opowiadań, Napoleonowi podczas wyprawy na Moskwę tak się spodobał kościół św. Anny, że z chęcią przeniósłby go do Paryża. W 1812 roku na kilka lat kościół zamieniono na magazyn wojskowy.
W literaturze często mylony jest z renesansowym, nieistniejącym kościołem św. Anny i św. Barbary przy wileńskim Dolnym Zamku, zbudowanym z inicjatywy króla i wielkiego księcia Zygmunta II Augusta jako mauzoleum jego dwóch żon.
Świątynia posiada efektowną, koronkową fasadę, dekorowaną 33 rodzajami ceglanych kształtek. Podobną maswerkową dekorację mają szczyty kościoła franciszkanów św. Trójcy i znajdującej się przy nim kaplicy św. Anny w Gdańsku oraz dom kupców hanzeatyckich (tzw. Dom Perkuna) w Kownie. Wyposażenie kościoła jest neogotyckie, z XIX wieku, jedynie późnobarokowe ołtarze (główny i dwa boczne), zaprojektowane przez Jana Krzysztofa Glaubitza, pochodzą z XVIII wieku. W ołtarzu głównym znajduje się obraz św. Anny Samotrzeć.
Obok kościoła stoi neogotycka dzwonnica z roku 1874 (arch. Nikołaj Czagin), nawiązująca stylem do późnego gotyku.
Tuż obok kościoła znajdują się pomnik Adama Mickiewicza i kościół Bernardynów.

## Galeria

Kościół na akwaforcie Zygmunta Vogla (1807)
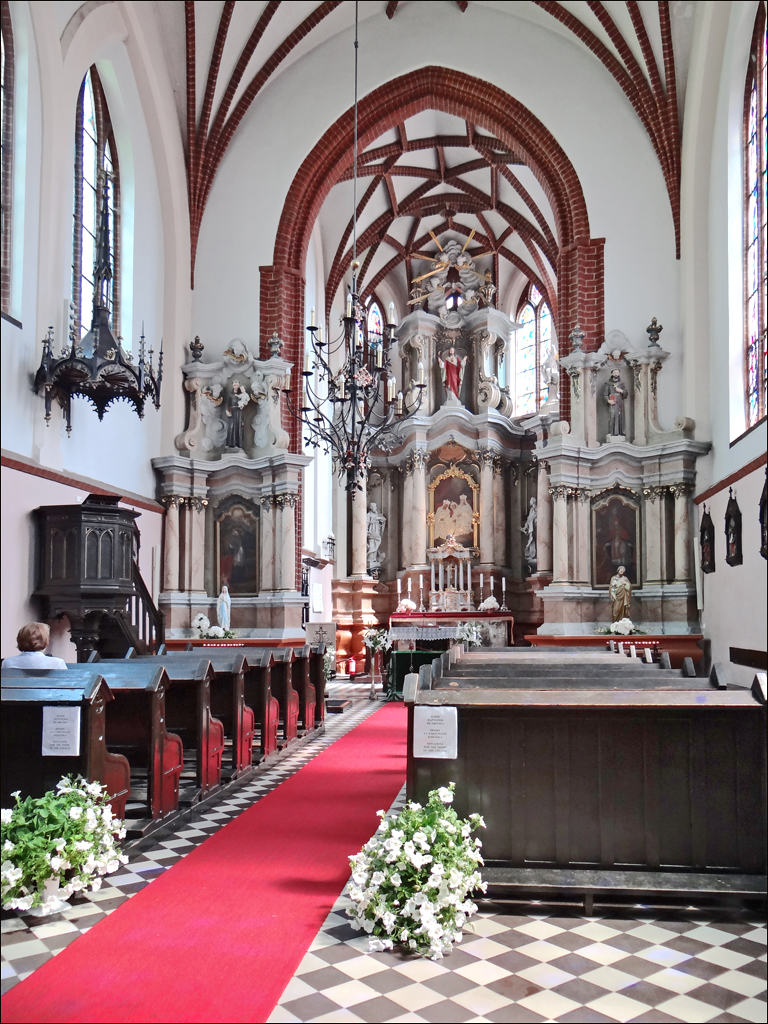
Nawa główna (2012)
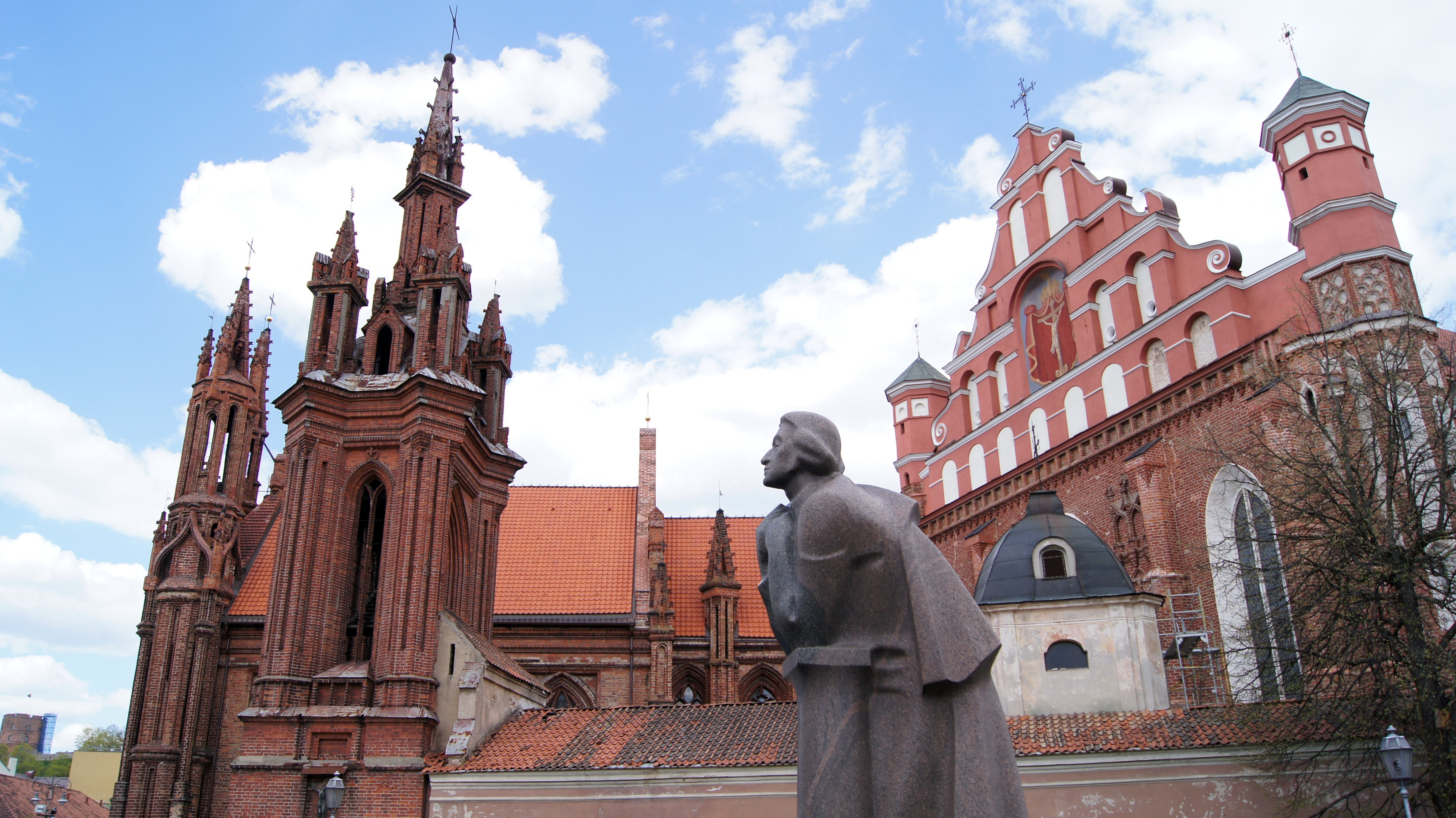
Pomnik Adama Mickiewicza na tle kościoła św. Anny i kościoła Bernardynów